# Karin Haslinger
Karin Haslinger (* 23. Oktober 1959 in München) ist eine deutsche Malerin und freischaffende Künstlerin. Sie lebt in Kaufbeuren.

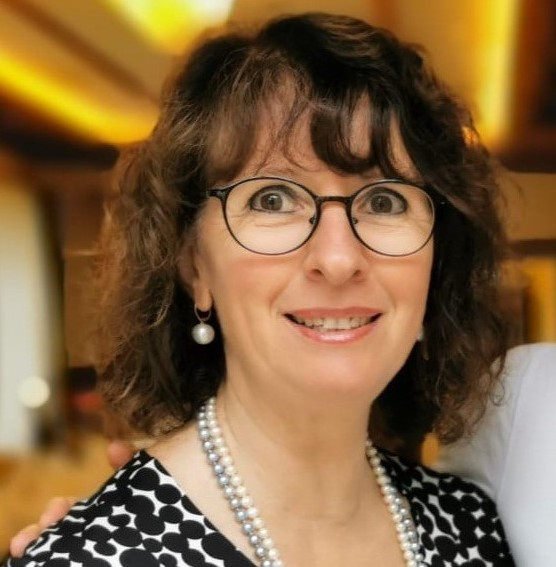
Karin Haslinger.

## Leben
Karin Haslinger wurde 1959 in München geboren und machte auf dem 2. Bildungsweg ihr Abitur in Hamburg. Sie studierte Malerei an der Universität Lund (Schweden) und war zwischen 1981 und 1985 in verschiedenen freien Künstlergruppen in Hamburg tätig. Seit 1985 wirkt sie als freischaffende Künstlerin im Allgäu und in Bayern, wo sie mit verschiedenen Preisen ausgezeichnet wurde. Sie ist seit 1987 Mitglied im Berufsverband Bildender Künstler (BBK) Schwaben Süd und war zwischen 2010 und 2022 Vorsitzende desselben.
Während erfolgreicher Jahre als freischaffende Künstlerin beendete sie 1999 auch ein Studium der Literatur und Kunstgeschichte an der Universität München und promovierte 2009 zum Thema „Der Briefwechsel von Else Lasker-Schüler und Franz Marc, ein poetischer Dialog“. In der Folgezeit wirkte sie auch immer wieder als Lehrende mit Lehraufträgen u. a. an der Lehrerfortbildungsakademie Dillingen und der Universität Eichstätt. Sie hat zwei Kinder.

## Werk

### Malerei

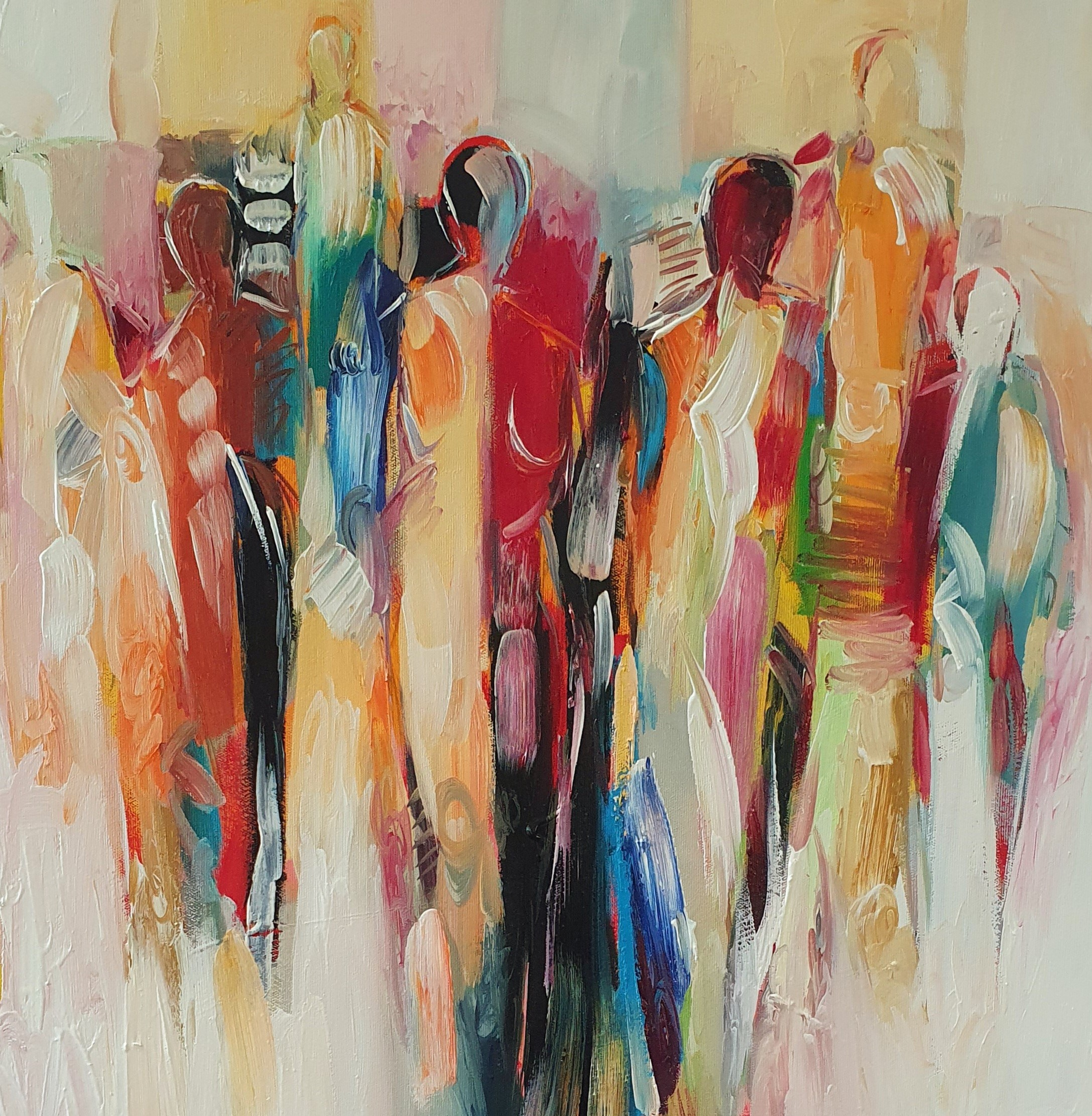
Bild von Karin Haslinger, getitelt "Menschen im Aufbruch". Öl auf Leinwand.

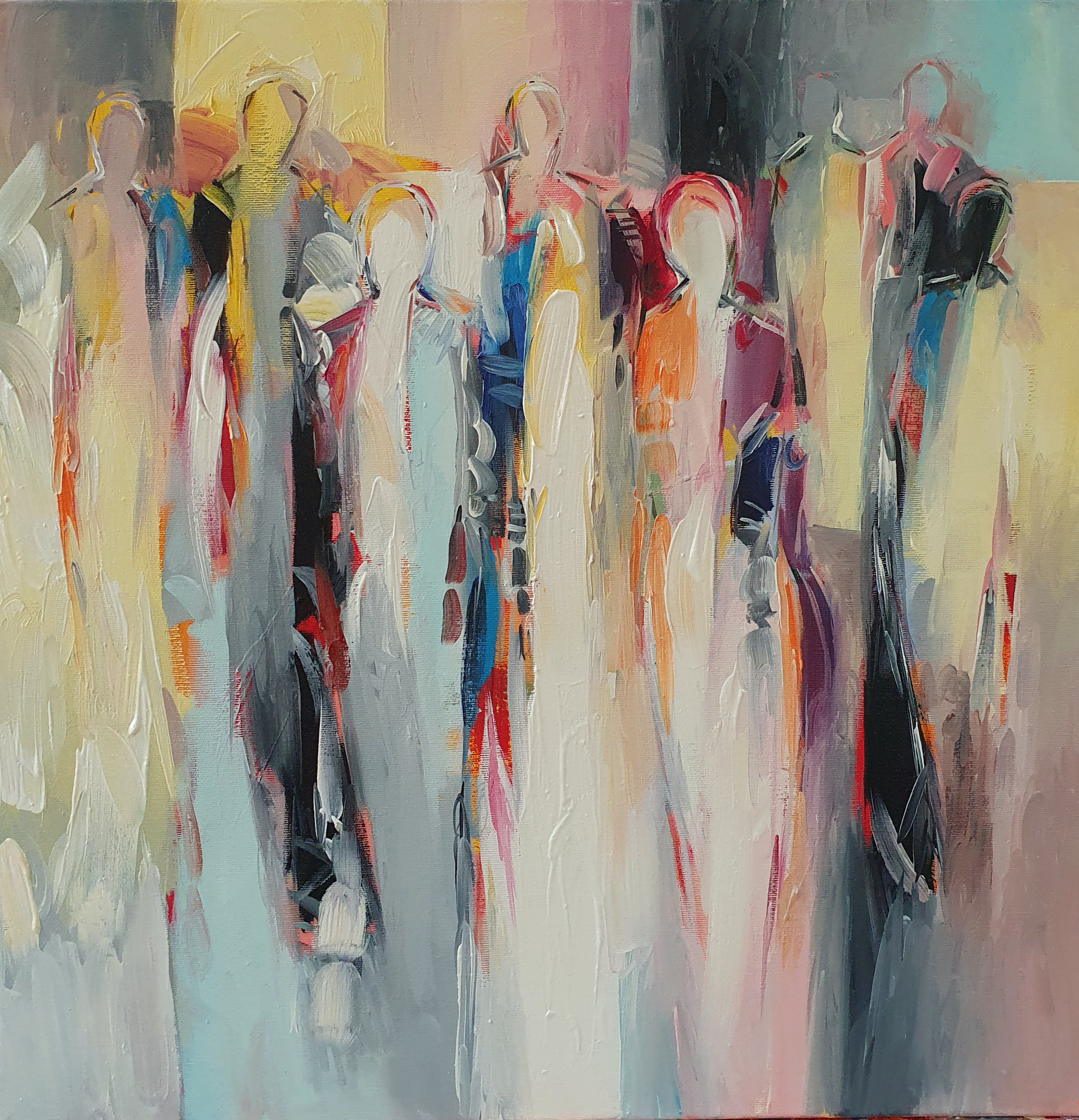
„Begegnung“. Bild von Karin Haslinger, Öl auf Leinwand.

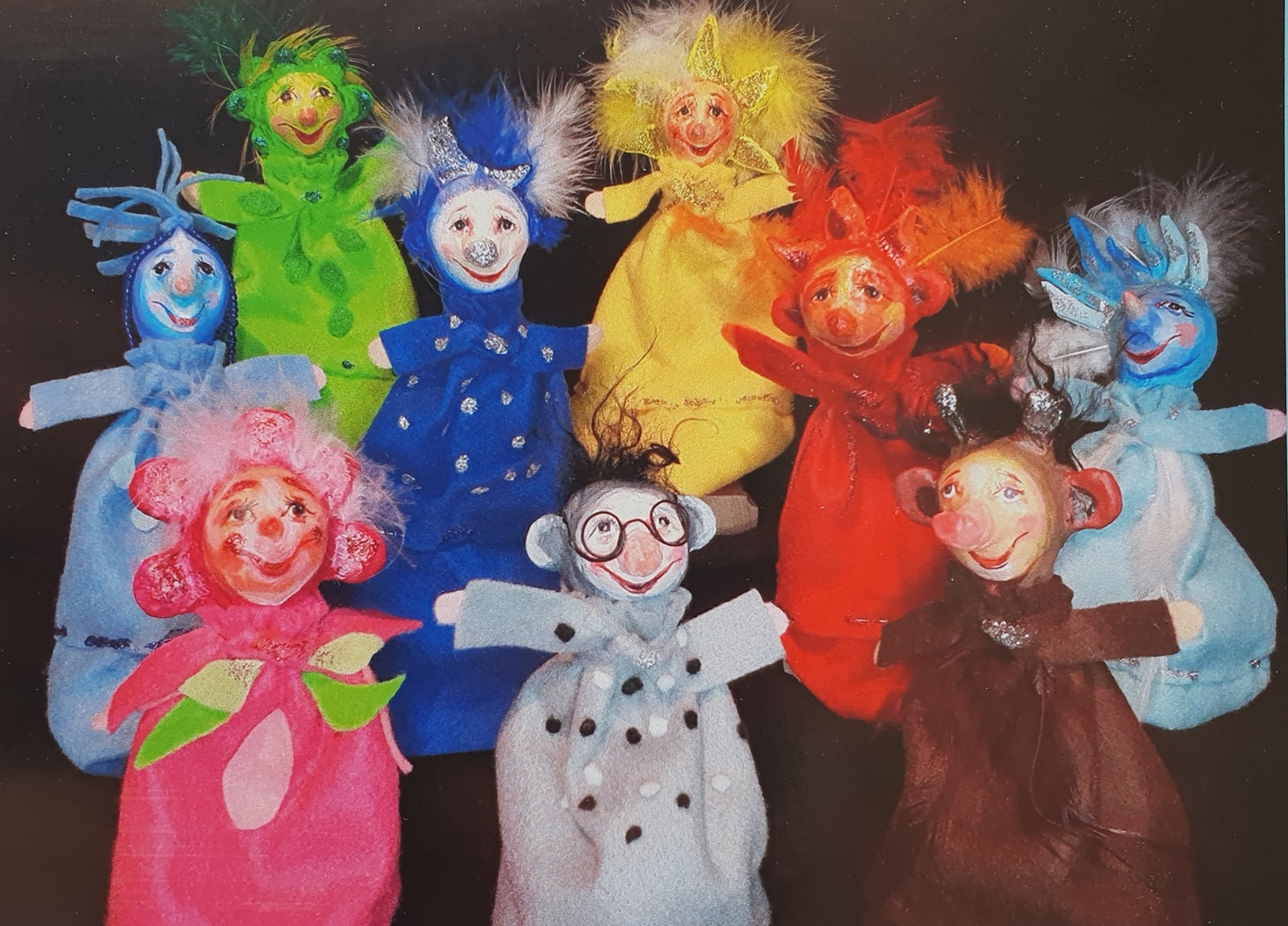
Die „Stobsis“

Die Arbeiten von Karin Haslinger bewegen sich stilistisch im Grenzbereich von gegenständlicher und abstrakter Malerei. Ihre überwiegend mit Öl auf Leinwand gemalten Bilder verwenden häufig leuchtende Farben und drehen sich vor allem um das Kernthema „Menschen in Gruppen“. Dieses wird in zahlreichen Aspekten ausgearbeitet und zeigt Begegnungen, Menschen im Aufbruch, Menschen in Erwartung, sowie Menschen, die aus dem Dunkel treten oder sich vollends im Licht bewegen.
Besonders daran ist, dass dennoch keine individuellen Personen, kein Alter oder Geschlecht, keine Nationalitäten erkennbar sind – der Mensch an sich ist gemeint in seinem Miteinander. Es geht um Grund-Situationen in menschlichen Gemeinschaften: Manche Individuen sind miteinander verbunden, andere stehen für sich. Einige sind im Licht, andere im Dunkel.
Diese Themen werden in kleinen Formaten für private Bereiche, aber auch in großen für öffentliche Gebäude realisiert. Diese Werke befinden sich u. a. im Deutschen Bundestag in Berlin, im Foyer des hessischen Innenministeriums, im Bayerischen Landtag (Maximilianeum), oder in der bayerischen Staatskanzlei in München.

### Stobsis und Figurentheater
Seit 2019 produziert Karin Haslinger kleine Kinderfilme mit selbst gefertigten Figuren und Kulissen, die Kindern ab 3 Jahren naturpädagogisch Wissen vermitteln und gleichzeitig unterhalten sollen. Das Prinzip eines jeden Filmes ist, dass ein kleines Natur- oder Elementarwesen, genannt Stobsi, in seinem jeweiligen Wirkungsbereich Abenteuer mit Tieren oder Menschen erlebt. So gibt es z. B. das Erd-Stobsi, das Baum-Stobsi, das Regen-Stobsi, oder ein Traumtanz-Stobsi und viele andere.
Ebenso hat Karin Haslinger die Weihnachtsgeschichte in einem Schachteltheater erzählt, gespielt, gefilmt und ebenso veröffentlicht. Alle Filme sind kostenfrei auf YouTube zu sehen.

## Einzelausstellungen (Auswahl)
- 1996: Bezirkstag Augsburg, Galerie Neuendorf Memmingen (92, 96, 98, 00, 04), „Wozzeck“ in der Philharmonie Berlin
- 1997: Siemens Lissabon, BMW Brüssel
- 1998: Deutsche Botschaft Lissabon (Deutsche Kulturwoche der EXPO)
- 1999: Parlamentarische Gesellschaft Bonn
- 2000: Nationalgalerie Sofia, Bulgarien
- 2002: Airbus Hamburg
- 2003: Paris Airshow
- 2004: Galerie Conzen in Düsseldorf
- 2005: EXPO Nagoja/Japan, Deutscher Pavillon
- 2006: EADS München
- 2008: Hessisches Innenministerium, Wiesbaden
- 2009: Parlamentarische Gesellschaft Bonn, Kunsthaus F.G.Conzen Düsseldorf (auch 2018)
- 2010: EXPO Shanghai/China, Deutscher Pavillon
- 2014: Bayerisches Sozialministerium München
- 2015: Memmingen Kreuzherrensaal
- 2017: Kunsthaus Schill Stuttgart
- 2019: GZI Immenstadt, Sparkasse Kaufbeuren
- 2023: Sonderschau Kollegenpreis, Kempten (in Vorbereitung)

## Werke in Sammlungen/Museen (Auswahl)
- Kunstsammlung Deutscher Bundestag Berlin
- Bayerische Staatsgemäldesammlung München
- Museum Würth Künzelsau
- Sammlung der Stadt Kempten
- Künstlerhaus Marktoberdorf
- Kunstsammlung Bayerischer Landtag München
- Kunstsammlung Mercedes Stuttgart

## Arbeiten im öffentlichen Besitz & Industrieaufträge (Auswahl)

### Arbeiten im öffentlichen Besitz
- Deutscher Bundestag Berlin (Reichstagsgebäude)
- Bayerischer Landtag München, Maximilianeum
- Bayerisches Sozialministerium München (Foyer und Ministerbüro)
- Hessisches Innenministerium, Foyer
- Staatskanzlei München, Bayerische Staatsgemäldesammlung
- Bezirkstag Augsburg
- Stadt Kempten
- Rathaus Kaufbeuren (Porträt des Oberbürgermeisters)
- Polizeidirektion Augsburg
- Tagungszentrum Furth im Wald
- div. Rathäuser und Krankenhäuser

### Industrieaufträge (Auswahl)
- BDLI Bundesverband der Deutschen Luft- und Raumfahrtindustrie, Berlin
- EADS München
- Mercedes Stuttgart und Berlin
- Sparkasse Kaufbeuren und Kempten
- MTU Berlin
- Airbus Hamburg
- Notarkammer Köln
- Firma Grob Mindelheim

## Preise
- 1990: Kunstpreis des Bezirkes Schwaben
- 1993: Förderpreis der Stadt Marktoberdorf
- 1994: Preis des Bayer. Landeswettbewerbs „Kunst im Bayerischen Landtag, Maximilianeum“ München
- 2019: Sponsorenpreis Pfronten
- 2023: Kollegenpreis des Berufsverbandes Bildender Künstler Allgäu[1]